# Lorenzo Bertini
Lorenzo Bertini   (Pontedera, 1 de juny de 1976) és un remer italià, ja retirat, guanyador d'una medalla olímpica.
El 2004 va prendre part en els Jocs Olímpics d'Estiu d'Atenes, on guanyà la medalla de bronze en la prova del quatre sense timoner lleuger del programa de rem. Per aquest èxit fou guardonat amb l'Orde al Mèrit de la República Italiana.
En el seu palmarès també destaquen onze medalles en el Campionat del món de rem, tres d'or, tres de plata i cinc de bronze, entre les edicions de 1995 i 2011. En el Campionat d'Europa de rem guanyà tres medalles, una d'or i dues de plata, entre el 2008 i 2011; i en els Jocs del Mediterrani guanyà una medalla de bronze el 2005 i una de plata el 2009.